# Uresiphita
Uresiphita là một chi bướm đêm thuộc họ Crambidae.

## Các loài tiêu biểu
- Uresiphita gilvata (Fabricius, 1794)
- Uresiphita ornithopteralis Guénée, 1854
- Uresiphita polygonalis (Denis và Schiffermueller, 1775)

## Hình ảnh

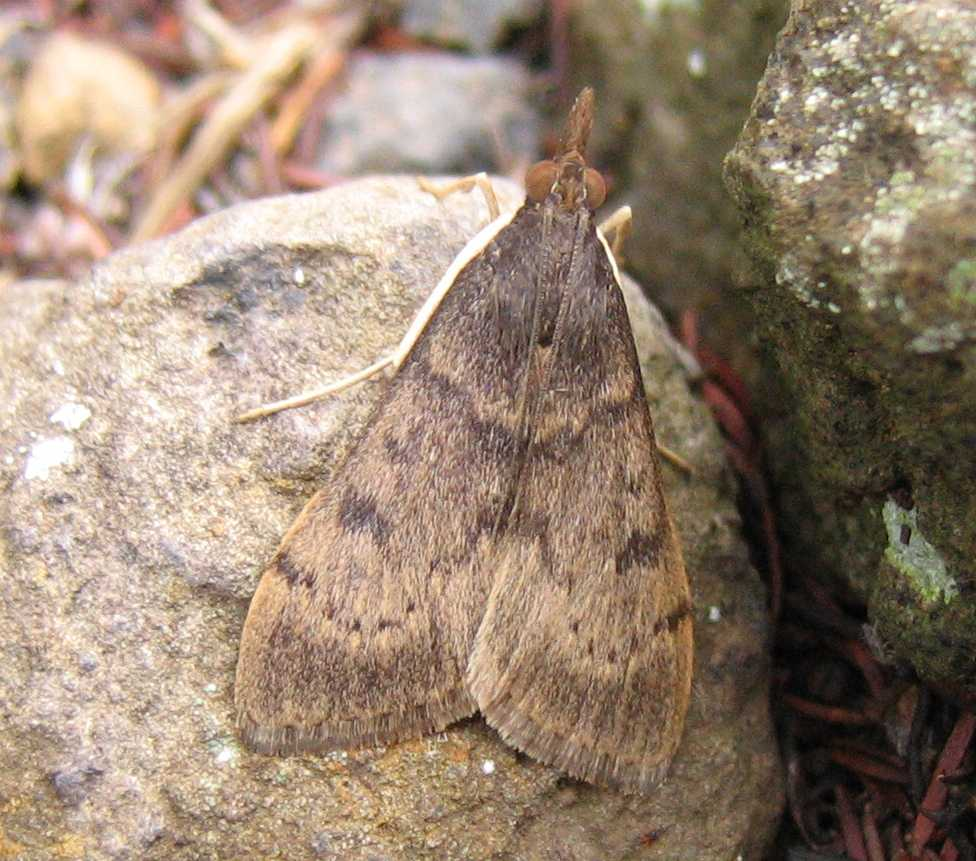